# Балашов (локомотивное депо)
Локомотивное депо Балашов — предприятие железнодорожного транспорта в городе Балашов. Депо занимается ремонтом и эксплуатацией тягового подвижного состава.

## История депо
В 1894 году Рязано-Уральской железной дорогой была закончена постройка линии Тамбов — Камышин. 14 сентября 1894 года паровозные бригады депо Балашов впервые провели поезд по только что открывшейся линии Тамбов — Камышин.
Депо Балашов строилось как коренное (то есть основное) с двумя зданиями имевшими в общей сложности 29 ремонтных стойл.

## Маршруты
- Балашов—Пенза 1
- Балашов—Россошь
- Балашов—Лиски
- Балашов—Петров Вал
- Балашов—Воронеж
- Балашов—Валуйки

## Подвижной состав
По состоянию на 2009 год в приписном парке депо Балашов имелись тепловоз ЧМЭ3, электровозы ЧС4т, электропоезда ЭР9П.
Ранее в парке депо были электровозы серии ЧС4.